# Muhammed Şengezer
Muhammed Şengezer (Bursa, 5 gennaio 1997) è un calciatore turco, portiere dell'İstanbul Başakşehir.

## Carriera

### Club
Cresciuto nel settore giovanile del Bursaspor, dopo una breve esperienza in prestito allo Yeşil Bursa, ha esordito in prima squadra il 25 gennaio 2017, nella partita di Coppa di Turchia vinta per 0-1 contro l'Ümraniyespor.

### Nazionale
Ha esordito con l'Under-21 il 24 marzo 2017, nell'amichevole pareggiata per 1-1 contro l'Ucraina.
Nel marzo 2025 viene convocato dal CT Vincenzo Montella per la prima volta in nazionale maggiore.

## Statistiche

### Presenze e reti nei club
Statistiche aggiornate al 27 dicembre 2017.
| Stagione         | Squadra          | Campionato       | Campionato | Campionato | Coppe nazionali | Coppe nazionali | Coppe nazionali | Coppe continentali | Coppe continentali | Coppe continentali | Altre coppe | Altre coppe | Altre coppe | Totale | Totale |
| Stagione         | Squadra          | Comp             | Pres       | Reti       | Comp            | Pres            | Reti            | Comp               | Pres               | Reti               | Comp        | Pres        | Reti        | Pres   | Reti   |
| ---------------- | ---------------- | ---------------- | ---------- | ---------- | --------------- | --------------- | --------------- | ------------------ | ------------------ | ------------------ | ----------- | ----------- | ----------- | ------ | ------ |
| 2015-2016        | Yeşil Bursa      | 3. Lig           | 24         | -22        | TK              | 0               | 0               | -                  | -                  | -                  | -           | -           | -           | 24     | -22    |
| 2016-2017        | Bursaspor        | SL               | 0          | 0          | TK              | 1               | 0               | -                  | -                  | -                  | -           | -           | -           | 1      | 0      |
| 2017-2018        | Bursaspor        | SL               | 2          | -1         | TK              | 5               | -1              | -                  | -                  | -                  | -           | -           | -           | 7      | -2     |
| Totale Bursaspor | Totale Bursaspor | Totale Bursaspor | 2          | -1         |                 | 6               | -1              |                    | -                  | -                  |             | -           | -           | 8      | -2     |
| Totale carriera  | Totale carriera  | Totale carriera  | 26         | -23        |                 | 6               | -1              |                    | -                  | -                  |             | -           | -           | 32     | -24    |

### Cronologia presenze e reti in nazionale
| Cronologia completa delle presenze e delle reti in nazionale ― Turchia under 21 | Cronologia completa delle presenze e delle reti in nazionale ― Turchia under 21 | Cronologia completa delle presenze e delle reti in nazionale ― Turchia under 21 | Cronologia completa delle presenze e delle reti in nazionale ― Turchia under 21 | Cronologia completa delle presenze e delle reti in nazionale ― Turchia under 21 | Cronologia completa delle presenze e delle reti in nazionale ― Turchia under 21 | Cronologia completa delle presenze e delle reti in nazionale ― Turchia under 21 | Cronologia completa delle presenze e delle reti in nazionale ― Turchia under 21 |
| Data                                                                            | Città                                                                           | In casa                                                                         | Risultato                                                                       | Ospiti                                                                          | Competizione                                                                    | Reti                                                                            | Note                                                                            |
| ------------------------------------------------------------------------------- | ------------------------------------------------------------------------------- | ------------------------------------------------------------------------------- | ------------------------------------------------------------------------------- | ------------------------------------------------------------------------------- | ------------------------------------------------------------------------------- | ------------------------------------------------------------------------------- | ------------------------------------------------------------------------------- |
| 24-3-2017                                                                       | Istanbul                                                                        | Turchia under 21                                                                | 1 – 1                                                                           | Ucraina under 21                                                                | Amichevole                                                                      | -1                                                                              |                                                                                 |
| 31-8-2017                                                                       | Praga                                                                           | Rep. Ceca under 21                                                              | 1 – 1                                                                           | Turchia under 21                                                                | Amichevole                                                                      | -1                                                                              |                                                                                 |
| 5-9-2017                                                                        | Oud-Heverlee                                                                    | Belgio under 21                                                                 | 0 – 0                                                                           | Ungheria under 21                                                               | Qual. Europeo Under-21 2019                                                     | -                                                                               |                                                                                 |
| 5-10-2017                                                                       | Larnaca                                                                         | Cipro under 21                                                                  | 2 – 1                                                                           | Turchia under 21                                                                | Qual. Europeo Under-21 2019                                                     | -2                                                                              |                                                                                 |
| 10-10-2017                                                                      | Istanbul                                                                        | Turchia under 21                                                                | 0 – 0                                                                           | Ungheria under 21                                                               | Qual. Europeo Under-21 2019                                                     | -                                                                               |                                                                                 |
| 10-11-2017                                                                      | Ta' Qali                                                                        | Malta under 21                                                                  | 0 – 1                                                                           | Turchia under 21                                                                | Qual. Europeo Under-21 2019                                                     | -                                                                               |                                                                                 |
| 14-11-2017                                                                      | Istanbul                                                                        | Turchia under 21                                                                | 1 – 2                                                                           | Belgio under 21                                                                 | Qual. Europeo Under-21 2019                                                     | -2                                                                              |                                                                                 |
| Totale                                                                          |                                                                                 | Presenze                                                                        | 7                                                                               |                                                                                 | Reti                                                                            | -6                                                                              |                                                                                 |